# Virginio Orsini
Virginio Orsini (ur. 17 maja 1615 w Rzymie, zm. 21 sierpnia 1676 tamże) – włoski kardynał. Pochodził ze starego rzymskiego rodu Orsini.

## Życiorys
W młodości wstąpił do zakonu rycerskiego joannitów i odznaczył się w walkach z Imperium Osmańskim na Morzu Śródziemnym. W grudniu 1641 papież Urban VIII mianował go kardynałem diakonem. W Kurii należał do stronnictwa profrancuskiego. Uczestniczył w konklawe 1655 i konklawe 1667. W 1666 uzyskał promocję do rangi kardynała prezbitera. Sprawował funkcje kardynała protektora Polski (od 1650), Portugalii (od 1652) i Francji (od 1672). Był członkiem siedmiu kongregacji kardynalskich:
- Kongregacji Konsystorialnej (1644–1676)
- Kongregacji ds. Biskupów i Zakonników (1644–1676)
- Kongregacji Indeksu (1644–1676)
- Trybunału Apostolskiej Sygnatury Łaski (1644–1676)
- Kongregacji ds. Ceremoniału (1657–1676)
- Kongregacji Rozkrzewiania Wiary (1657–1676)
- Fabryki Świętego Piotra (1670–1676)

Podczas konklawe 1669–1670 zachorował i musiał je opuścić jeszcze przed wyborem papieża Klemensa X. W 1671 został mianowany kardynałem biskupem diecezji Albano, którą w 1675 wymienił na diecezję Frascati. Zmarł podczas sediswakancji po śmierci Klemensa X.